# Santiago Bernabéu (métro de Madrid)
Pour les articles homonymes, voir Santiago Bernabéu (homonymie).
Santiago Bernabéu est une station de métro à Madrid se situant près du stade du même nom.

## Situation sur le réseau

### Localisation
La station est située dans le quartier de Chamartín et elle est desservie par la Ligne 10 qui traverse Madrid du nord au sud reliant l'hôpital Infanta Sofía à Puerta del Sur. La station est située après la station Nuevos Ministerios. La station est composée de deux quais et de 4 entrées, situées Paseo de la Castellana.
Entrée Plaza de Lima
- Plaza de Lima Pº Castellana, 93 (en AZCA). près de Avda. General Perón
- Paseo de la Castellana, paires Pº Castellana, 136 (bulevar central). près de Avda. Concha Espina

Entrée Santiago Bernabéu
- Paseo de la Castellana, impaires Pº Castellana, 103 (bulevar central).
- Paseo de la Castellana, paires Pº Castellana, 142 B (bulevar central). Devant le Stade Santiago Bernabéu

### Lignes et correspondances
À partir de la station, il est possible d'emprunter la ligne 10 (Hospital Infanta Sofía - Puerta del Sur) ainsi que les lignes de bus 14,27,40,126,147,150,120,43 ainsi que 2 lignes nocturnes (N22 et N24).
| << Terminus                                              | < station | ligne                       | station >          | Terminus >>    |
| -------------------------------------------------------- | --------- | --------------------------- | ------------------ | -------------- |
| Hospital Infanta Sofía Changement de train à Tres Olivos | Cuzco     | Ligne 10 du métro de Madrid | Nuevos Ministerios | Puerta del Sur |

## Histoire
La station fait partie d'une extension du métro de Madrid dont les travaux commencent en 1972. Cette station, initialement appelée Lima, en raison de la place du même nom située à proximité de l'arrêt, est inaugurée le 10 juin 1982 et fait alors partie de la ligne 8 du métro madrilène,.
En décembre 1997, l'arrêt change de nom et prend celui de Santiago Bernabéu, dirigeant historique du Real Madrid dont le stade se situe à côté de la station. L'arrêt fait ensuite partie de la ligne 10.